# 托马·桑卡拉
托马·伊西多尔·诺埃尔·桑卡拉（發音：[tɔmɑ izidɔʁ nɔɛl sɑ̃kaʁa]；1949年12月21日—1987年10月15日），是上沃尔特第五任总理，也是布基纳法索第一任总统。他是一个马克思列宁主义者和泛非主义者，推崇古巴革命，有“非洲的切·格瓦拉”之稱，其执政的三年实行了激进且高效的现代化改革，其政治理念被称为桑卡拉主义，他同时也是西非极少数的发展经济学实践者。

## 从政经历
1983年8月4日，桑卡拉和布莱斯·孔波雷发动号称“八四革命”的军事政变，桑卡拉上台任总统兼政府首脑，以消除腐败和前法兰西殖民帝国影响为目标；孔波雷出任驻总统府国务部长兼司法部长。在任期间将国名改为布基纳法索。
桑卡拉执政时雄心勃勃地立即启动在非洲大陆进行社会和经济变革尝试的计划。把国名从法国殖民时代的“上沃尔特”改为“布基纳法索”，在莫西语中意为“正人君子之国”，并设计了新国旗和新国徽、谱写了新国歌《一夜》，象征国家的自主和重生。他的外交政策以反帝国主义和回避外援为中心，推动削减恶债、土地和矿产资源国有化，避免国际货币基金组织和世界银行的干涉和渗透。 他的国内政策侧重于消除饥荒、粮食自给和土地改革；重视教育和公共卫生，在全国开展扫盲运动，为250万儿童免费接种麻疹、黄热病、脑膜炎等疾病的疫苗；大力开展绿化工程，抑制萨赫勒地区日益严重的荒漠化；积极倡导社会主义女性主义，致力于妇女解放和自由，提高女性社会地位。
为在缺少外援和遭到法国及其非洲盟友孤立的情况下继续激进的现代化改革，他越来越以铁腕治理国家，将包括他在内的政府官员和公务员、教师等薪资一降再降；通过人民革命法庭惩办贪官污吏、上沃尔特时期高官、反革命分子和懒惰怠工，但仍坚持发动民众参与和监督司法并实际上地废除死刑。
1987年10月15日，孔波雷发动推翻桑卡拉总统的军事政变，桑卡拉当场被杀。

## 评价
桑卡拉的自力更生的非洲革命得到布基纳法索大部分贫困百姓的拥护，但触犯了人数相对较少但势力强大的地方部落势力、中产阶级、传统领袖和前宗主国法国及其盟友、布基纳法索邻国科特迪瓦的利益。

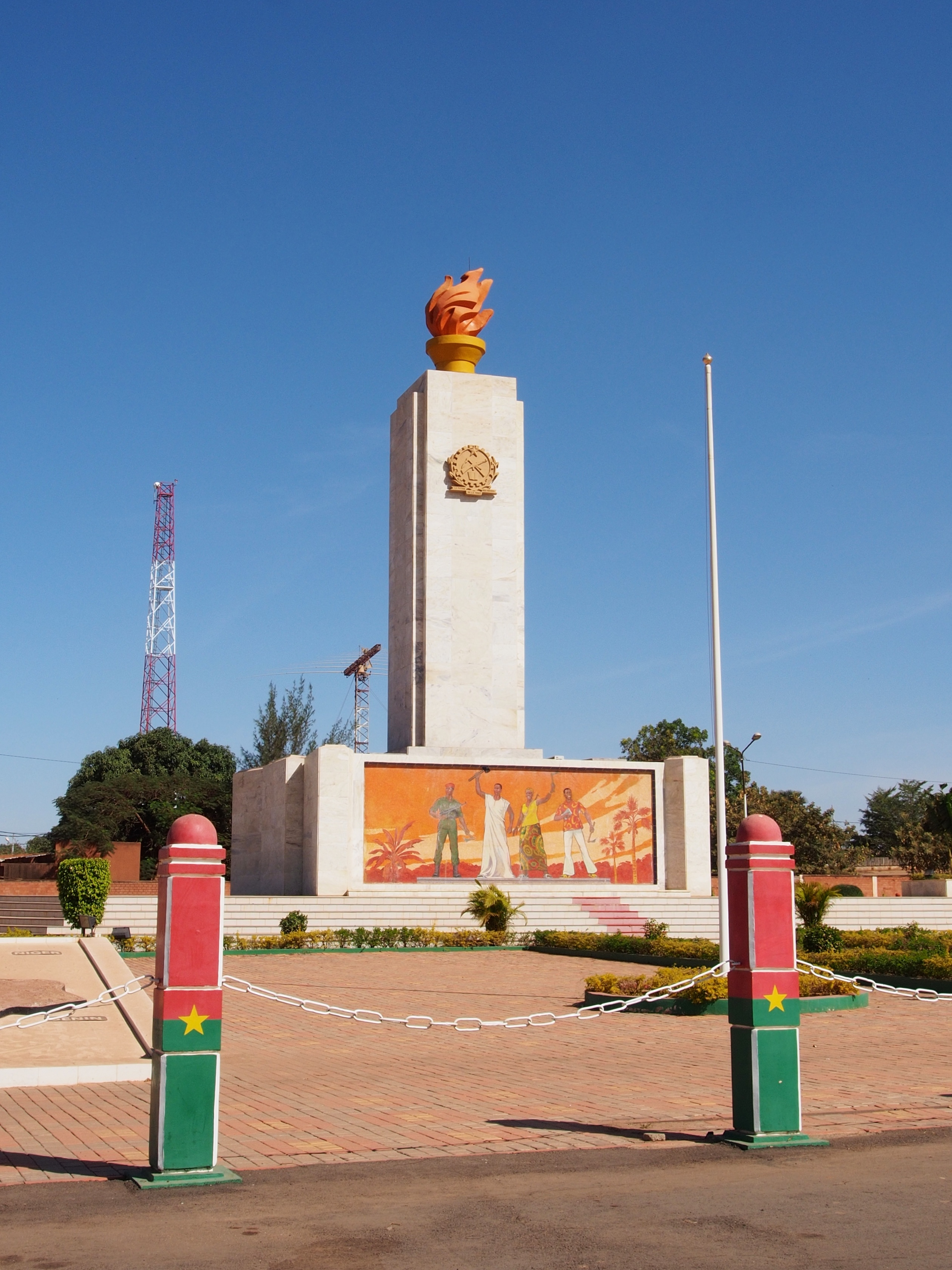
瓦加杜古革命廣場紀念碑，建于1989年